# Hildegardia populifolia

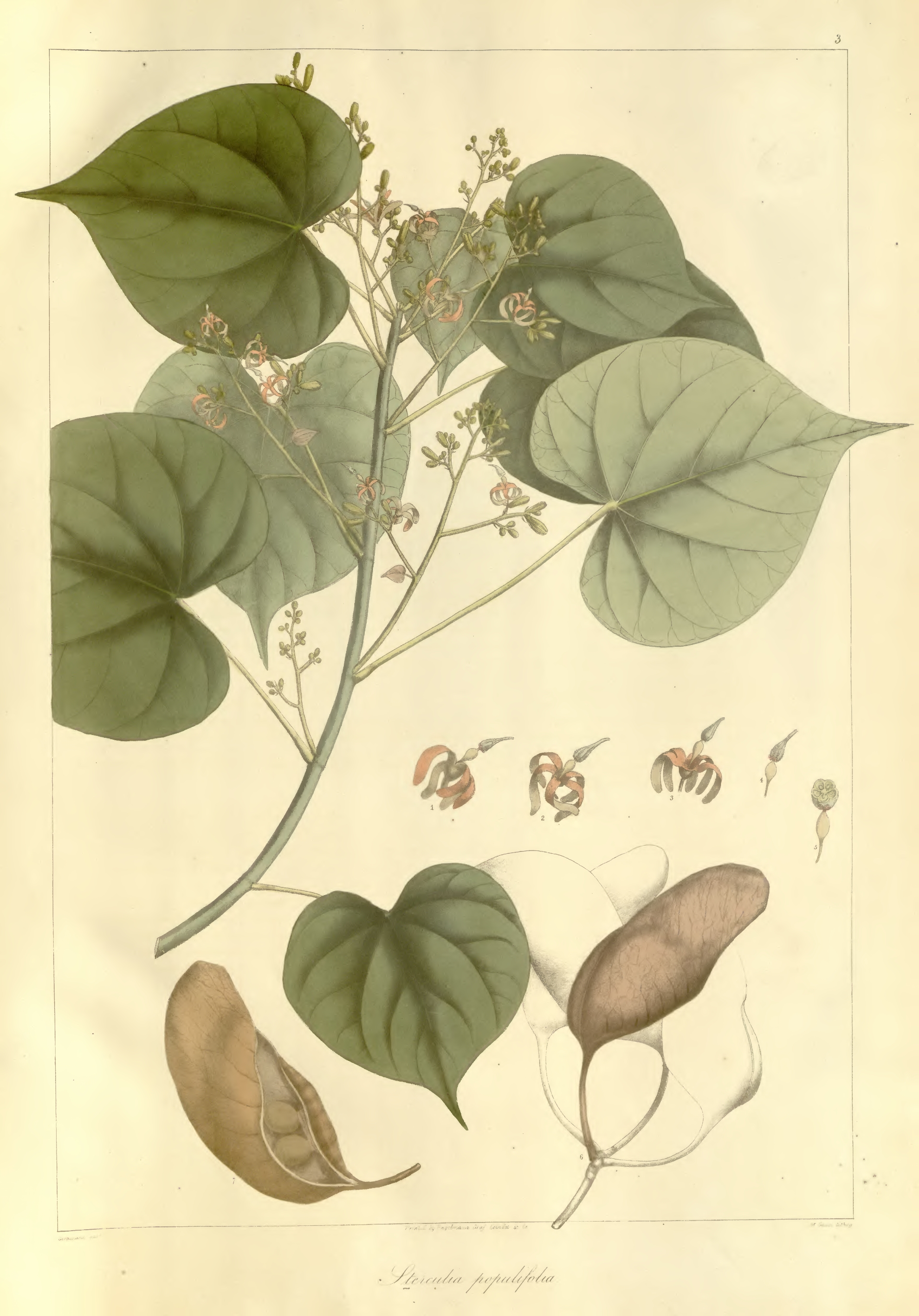

Hildegardia populifolia là một loài thực vật có hoa thuộc họ Sterculiaceae, chỉ có ở Ấn Độ.
Nó bị đe dọa do mất môi trường sống; chỉ khoảng 20 cây được ghi nhận ở triền phía đông ngọn đồi Kalrayan.
Các danh pháp đồng nghĩa: Clompanus populifolia Kuntze, Firmiana populifolia Terrac., Hildegardia candolleana Steud., Hildegardia candollei Schott & Endl., Sterculia populifolia Roxb. & Wall..